# Pappacris
Pappacris is een geslacht van rechtvleugeligen uit de familie Tristiridae. De wetenschappelijke naam van dit geslacht is voor het eerst geldig gepubliceerd in 1940 door Uvarov.

## Soorten
Het geslacht Pappacris  is monotypisch en omvat slechts de volgende soort:
- Pappacris patagonus (Saussure, 1884)